# Voiture Gran Confort
A Voiture Gran Confort egy olasz vasúti személykocsi típus. A kocsik alkalmasak voltak a 200 km/h sebességre is. A TEE hálózatba tartozó vonatokon jelentek meg, majd a TEE megszűnése után Intercity kocsikká váltak.